# Australische Wasseragame

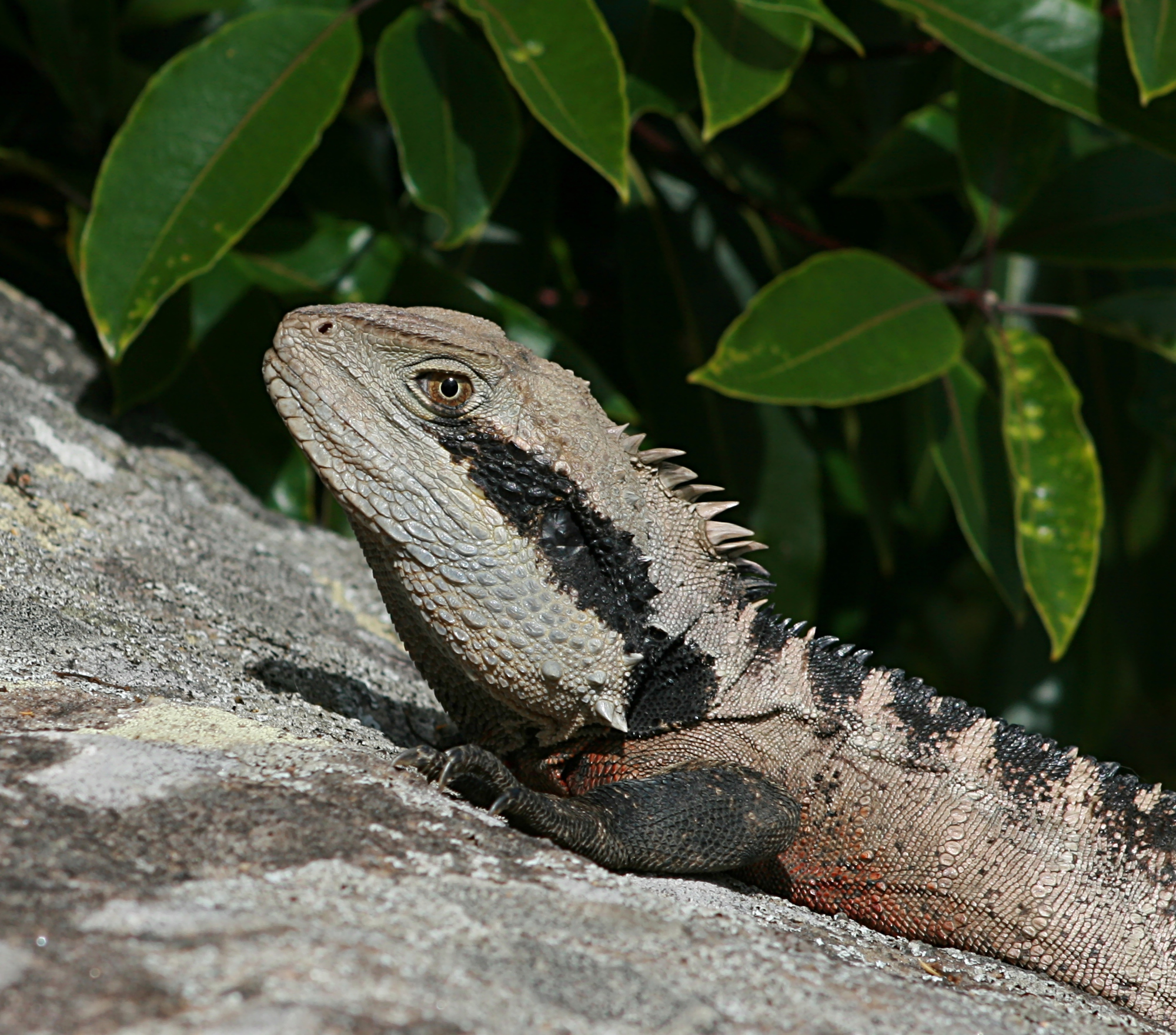
Intellagama lesueurii lesueurii

Die Australische Wasseragame (Intellagama lesueurii, Syn.: Physignathus lesueurii) ist eine in Australien heimische Echsenart aus der Familie der Agamen (Agamidae). Sie ist die einzige Art in der monotypischen Gattung Intellagama.

## Merkmale
Die Australische Wasseragame erreicht eine Kopf-Rumpf-Länge von bis zu 24,5 cm. Die Hinterbeine erreichen 95 %, der Schwanz das 2,5fache der Kopf-Rumpf-Länge. Die Schuppen sind größtenteils recht klein und einförmig, werden jedoch gelegentlich durch Querreihen größerer Schuppen unterbrochen. Nacken und Rücken tragen auffällige Kämme stacheliger Schuppen, der Schwanz weist oberseits einen Schuppenkiel auf. Der Körper und der Schwanz sind für besseren Antrieb bei den schlängelnden Schwimmbewegungen seitlich zusammengepresst.

## Unterarten
Anhand der Färbung werden 2 Unterarten unterschieden:
- Intellagama lesueurii howittii (McCoy, 1884) (Gippsland Water Dragon) unterscheidet sich von Intellagama lesueurii lesueurii insbesondere durch das Fehlen des dunklen Streifens zwischen Auge und Nacken und weniger stark ausgeprägter dunkler Zeichnung auf der Oberseite. Außerdem ist die Körperunterseite oliv gefärbt. Ausgewachsene Männchen dieser Unterart weisen eine dunkle Kehle mit roten, orangen und manchmal auch blauen Flecken auf.[1]
- Intellagama lesueurii lesueurii (Gray, 1831) (Eastern Water Dragon) ist olivfarben bis braun, mit einem dunklen Streifen vom Auge bis zum Nacken, dunklen Querbändern am Rücken und rötlicher Färbung auf der Brust.[1]

## Verbreitung und Lebensraum
Die Art bewohnt das östliche Australien und ist stets in der Nähe von Fließgewässern zu finden. Dabei beginnt die Verbreitung von Intellagama lesueurii howittii im Gippsland in Victoria und erstreckt sich nach Norden bis zum Kangaroo Valley in New South Wales. Danach beginnt die Verbreitung von I. l. lesueurii, die nach Norden bis Cooktown in Queensland reicht. Oft dringen Australische Wasseragamen in urbane Gebiete vor, so etwa bei Canberra, Sydney und Brisbane.

## Lebensweise
Es ist eine tagaktive, teils wasserlebende und ansonsten baumbewohnende Echse. Oft sieht man sie auf Ästen rasten, die das Wasser überhängen. Bei Störungen lassen sie sich auch aus großen Höhen ins Wasser fallen. Wasseragamen ernähren sich von Insekten, verschiedenen Wassertieren wie etwa Fröschen, und seltener kleinen landbewohnenden Wirbeltieren. Früchte und Beeren werden in geringem Maße verzehrt. In einigen küstennahen Regionen dringen sie zur Nahrungssuche bis ins Litoral vor.